# Xellia
Xellia, juridisk navn Xellia Pharmaceuticals ApS er en dansk medical produktionsvirksomhed, med hovedkvarter på Amager i København. Virksomheden er oprindeligt grundlagt af ØK under navnet Dumex.
Virksomhedens produktionsanlæg i Danmark er beliggende i trekanten Dalslandsgade, Vermlandsgade og Prags Boulevard, området indeholder Nerikegade som oprindeligt var offentlig vej.

## Produkter
Virksomhedens primære produktion består af aktive lægemiddelstoffer, som sælges i engroshandel til andre medicinalvirsomheder for færdigpakning. Xellia har de senere år selv oparbejdet en sekundær produktion af færdigpakkede produkter.
De aktive lægemiddelstoffer der produceres er:
| Lægemiddelstof              | Produceret siden | Artikel på engelsk wikipedia |
| --------------------------- | ---------------- | ---------------------------- |
| Antibacterial agents        |                  |                              |
| Bacitracin                  | 1952             | Bacitracin                   |
| Bacitracin Zinc             | 1958             | Bacitracin                   |
| Colistimethate Sodium (CMS) |                  | Colistin                     |
| Colistin Sulfate            | 1969             | Colistin                     |
| Daptomycin                  |                  | Daptomycin                   |
| Gramicidin                  |                  | Gramicidin                   |
| Polymyxin B Sulfate         | 1968             | Polymyxin B                  |
| Tobramycin Sulfate          | 2005             | Tobramycin                   |
| Tyrothricin                 |                  | Tyrothricin                  |
| Vancomycin Hydrochloride    | 2003             | Vancomycin                   |
| Antifungal agents           |                  |                              |
| Amphotericin B              | 1985             | Amphotericin B               |
| Caspofungin Acetate         |                  | Caspofungin                  |
| Corticosteroids             |                  |                              |
| Fluticasone Propionate      |                  | Fluticasone propionate       |
| Mometasone Furoate          |                  | Mometasone furoate           |

### Udgåede produkter
Tidligere har virksomheden også produceret:
| Lægemiddelstof | Produceret | Artikel på engelsk wikipedia |
| -------------- | ---------- | ---------------------------- |
| Neomycin       | 1952-?     | Neomycin                     |
| Tetracyclin    | 1961-?     | Tetracycline                 |

## Virksomhedshistorie
Dumex blev grundlagt af ØK i 1956 med henblik på produktion og salg af medicinalprodukter på det internationale marked. Virksomhedens varemærke blev af ØK ligeledes brugt til markedsføringen af tørmælksprodukter.
Den norske virksomhed Aphotekernes Laboratorium, der oprindeligt blev stiftet i 1903 i Oslo, købte i 1983 Dumex. Den sammenlagte virksomhed blev videreført under navnet Alpharma. Ved udgangen af 1995 blev navnet for den danske del af virksomheden ændrer til Dumex-Alpharma, og i 2000 til blot Alpharma.
King Phamaceuticals (i dag en del af Pfizer-gruppen) opkøbte Alpharma i slutningen af 2008, forud herfor var den del af virksomheden, som producerede lægemiddelstoffer udskilt i virksomheden Axellia Pharmaceuticals, som blev opkøbt af venture kapitalfonden 3i. Navnet skiftedes i 2010 til det nuværende Xellia.
3i afhændede i 2013 Xellia til Novo A/S (datterselskab til Novo Nordisk Fonden), der tillige ejer en betydelige del af bl.a. Novozymes og Chr. Hansen. Efterfølgende er Steen Riisgaard tiltrådt som formand for bestyrelsen.